# Mesochorus hilaris
Mesochorus hilaris är en stekelart som beskrevs av Dasch 1974. Mesochorus hilaris ingår i släktet Mesochorus och familjen brokparasitsteklar. Inga underarter finns listade i Catalogue of Life.